# R Equulei
R Equulei är en pulserande variabel av Mira Ceti-typ  i stjärnbilden Lilla hästen. Stjärnan var den första i Lilla hästens stjärnbild som fick en variabelbeteckning.
Stjärnan varierar mellan magnitud +8,4 och 15,0 med en period av 262,28 dygn.

## Fotnoter
1. ↑  Variabelstjärnornas beteckningar börjar med bokstäverna R-Z, därefter A-Q , följt av RR-ZZ och AA-QQ, varefter de börjar betecknas med bokstaven V och ett ordningsnummer, från och med V335.